# Terzo Bandini

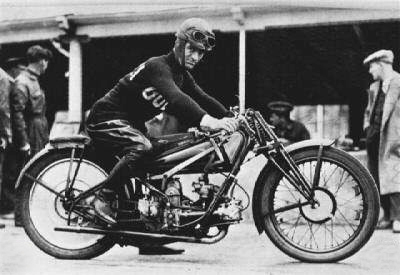
Terzo Bandini im Jahr 1925 mit einer Moto Guzzi C4V

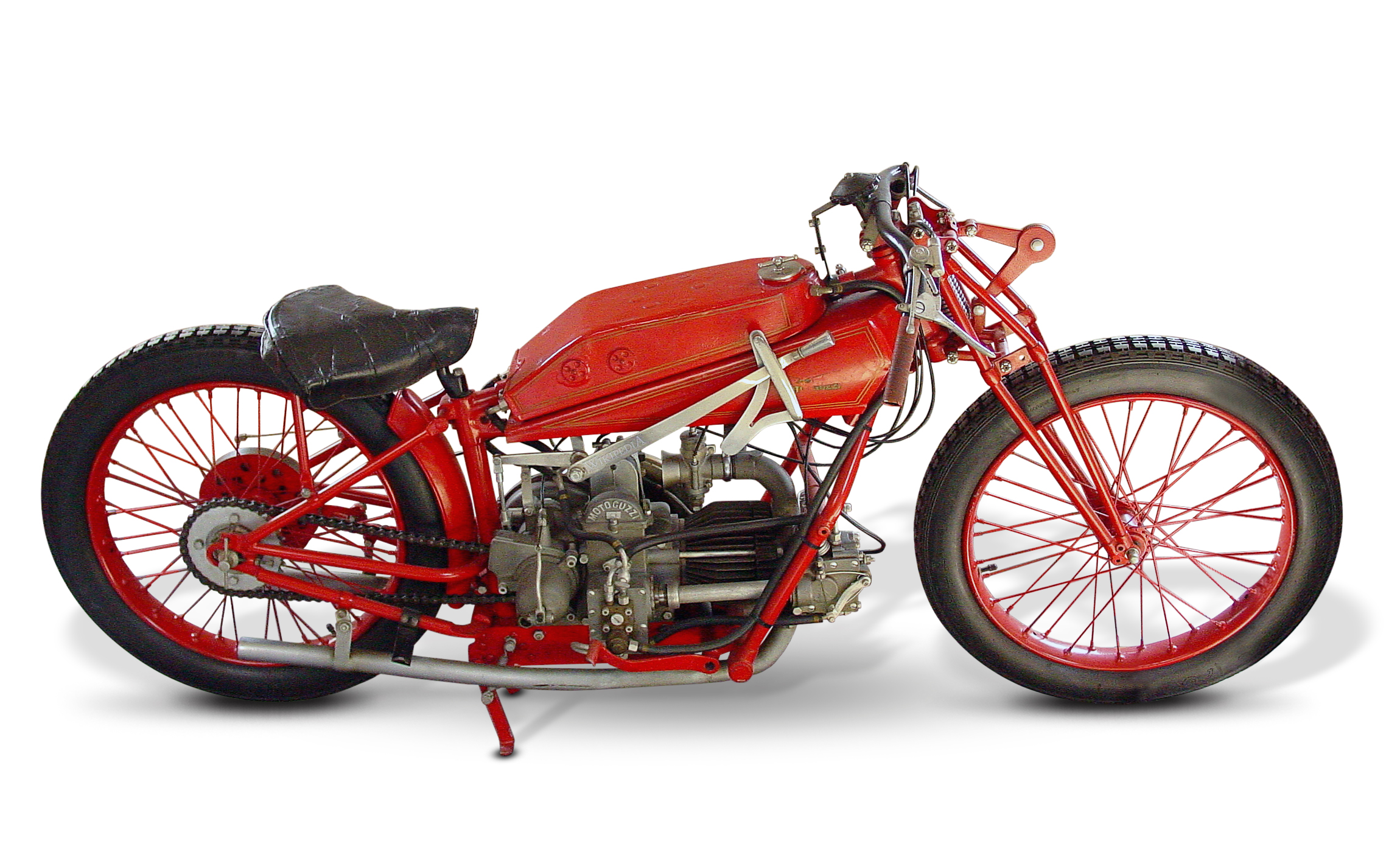
Eine Moto Guzzi C4V (Corsa Quattro Valvole) Bj. 1924 – wie auf dem oberen Foto

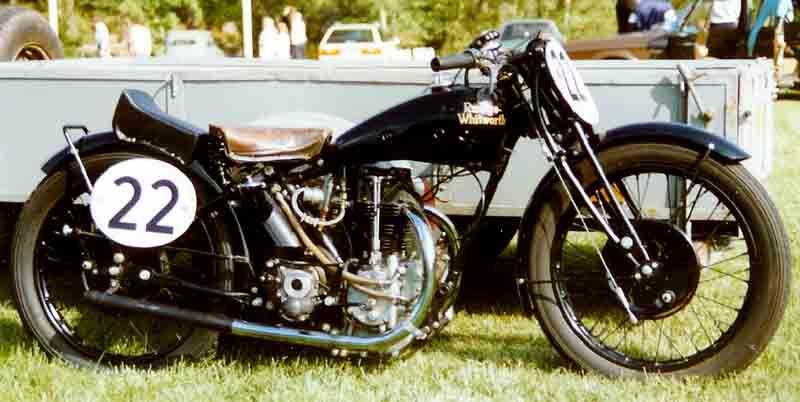
Eine 500-cm³-Rudge Special von 1930 wie sie auch Bandini pilotierte.

Terzo Bandini (* 1898 in Forlì; † 1974) war ein italienischer Motorradrennfahrer.

## Karriere
Terzo Bandini begann 1923 mit dem Motorradsport, als er bei seinem ersten Rennen auf dem Circuito del Savio Dritter hinter Sieger Amedeo Ruggeri wurde. Im selben Jahr belegte er auf einer alten 1000-cm³-Harley-Davidson hinter Tazio Nuvolari bei der Giro dell'Emilia ebenfalls Rang drei.
1924 siegte Bandini auf dem Circuito della Spezia, wenig später hatte er zusammen mit Luigi Arcangeli einen Verkehrsunfall, der ihn zwang, zwei Jahre vom Rennsport auszusetzen. 1926 konnte Terzo Bandini wieder antreten und in den folgenden Jahren auf Bianchi, A.J.S. Calthorpe, Norton und Saroléa eine Reihe von Siegen feiern. Zur Saison 1928 wurde er von Ugo Velandini, dem italienischen A.J.S.-Importeur verpflichtet, um in der Italienischen Motorrad-Straßenmeisterschaft anzutreten. Bandini gewann zwei der fünf Meisterschaftsläufe und wurde hinter Amilcare Moretti Vizemeister in der 350-cm³-Klasse.
Im folgenden Jahr wechselte Terzo Bandini auf eine 500-cm³-Rudge, mit der er die Halbliterklasse der Italienischen Meisterschaft hinter Mario Colombo auf Rang zwei abschloss, ex-aequo mit Achille Varzi. 1930 gewann Bandini auf der Rudge dann vor Varzi seinen ersten Titel in der 500-cm³-Klasse der Italienischen Straßenmeisterschaft. Er siegte bei vier der zehn gewerteten Rennen: in Stradella, beim Circuito-del-Lario-Rennen am Comer See beim Gran Premio Reale in Rom und beim Campi Flegrei in Neapel.
In der Saison 1931 gewann Bandini Rennen in Florenz, Rom, Padua, seiner Heimatstadt Forlì, wurde Gesamtsieger beim Circuito del Lario und siegte als erster Italiener beim Großen Preis der Schweiz in Bremgarten. Außerdem verteidigte er seinen Titel in der Italienischen 500-cm³-Meisterschaft. Im folgenden Jahr gewann Terzo Bandini auf Miller Balsamo zum dritten Mal in Folge die Italienische Halblitermeisterschaft und siegte auf 250-cm³-Moto-Guzzi beim XVI. Grands Prix de France in Montlhéry.
1933 wurde Bandini zusammen mit Aldo Pigorini und Giordano Aldrighetti auf Bianchi Dritter in der Trophy-Wertung der 15. Internationalen Sechstagefahrt in Llandrindod Wells (Wales). Im selben Jahr wurde er Werksfahrer bei Moto Guzzi Corse in Mandello del Lario. Bandini startete an der Seite von Omobono Tenni, Guglielmo Sandri und Amilcare Moretti in den Klassen bis 250 und bis 500 cm³. Bei seinem Debütrennen für das Team drehte der Italiener die schnellste Rennrunde beim Großen Preis von Italien auf der Pista del Littorio in Rom. 1934 gewann Terzo Bandini auf Guzzi die 500-cm³-Klasse bei der Coppa Mussolini, die nonstop von Mailand nach Neapel führte. Drei Jahre später siegte er in der Gespann-Kategorie erneut bei dem Rennen, das mittlerweile Milano–Taranto hieß und über 1283 km von Mailand nach Tarent führte.
Danach zog sich Terzo Bandini von allen Rennsportaktivitäten zurück und eröffnete in Ravenna ein Moto-Guzzi-Geschäft, das er bis zu seinem Tod im Jahr 1974 führte. Heute existiert in seiner Heimatstadt Forlì der Moto Club Terzo Bandini, wo unter anderem Andrea Dovizioso seine Laufbahn startete.

## Statistik

### Erfolge
- 1930 – Italienischer 500-cm³-Meister auf Rudge
- 1931 – Italienischer 500-cm³-Meister auf Rudge
- 1932 – Italienischer 500-cm³-Meister auf Miller Balsamo

### Rennsiege
| Jahr | Klasse   | Maschine   | Rennen                          | Strecke            |
| ---- | -------- | ---------- | ------------------------------- | ------------------ |
| 1930 | 500 cm³  | Rudge      | X. Circuito del Lario           | Circuito del Lario |
| 1931 | 500 cm³  | Rudge      | XI. Circuito del Lario          | Circuito del Lario |
| 1931 | 250 cm³  | Moto Guzzi | VIII. Grosser Preis der Schweiz | Bremgarten         |
| 1932 | 250 cm³  | Moto Guzzi | XVI. Grands Prix de France      | Montlhéry          |
| 1934 | 500 cm³  | Moto Guzzi | Coppa Mussolini                 | Mailand–Neapel     |
| 1937 | Gespanne | Moto Guzzi | Milano–Taranto                  | Mailand–Tarent     |

## Verweise